# Trizopagurus rubrocinctus
Trizopagurus rubrocinctus is een tienpotigensoort uit de familie van de Diogenidae. De wetenschappelijke naam van de soort is voor het eerst geldig gepubliceerd in 1990 door Forest & Garcia Raso.